# Vîsoke, Nikopol
Vîsoke (în ucraineană Високе) este un sat în comuna Novoivanivka din raionul Nikopol, regiunea Dnipropetrovsk, Ucraina.

## Demografie
Componența lingvistică a localității Vîsoke
     Ucraineană (89,89%)
     Rusă (10,11%)
Conform recensământului din 2001, majoritatea populației localității Vîsoke era vorbitoare de ucraineană (89,89%), existând în minoritate și vorbitori de rusă (10,11%).